# بریت (مینه‌سوتا)
بریت، مینه‌سوتا (به انگلیسی: Barrett, Minnesota) یک شهر در ایالات متحده آمریکا است که در مینه‌سوتا واقع شده‌است.

## خصوصیات
بریت ۵٫۴۶ کیلومترمربع مساحت و ۴۱۵ نفر جمعیت دارد و ۳۵۶ متر بالاتر از سطح دریا واقع شده‌است.